# Vladimir Alexandrov
Pour le bobeur soviétique, voir Vladimir Aleksandrov.
Vladimir Valentinovich Alexandrov (en russe : Владимир Валентинович Александров ; 1 janvier 1938 - 31 mars 1985 ?,) est un physicien soviétique créateur d'un modèle mathématique pour la théorie de l'hiver nucléaire. Dans les derniers jours de mars 1985, lors d'une conférence sur ce sujet à Madrid, il disparait et son sort final est inconnu.
D'après Andrew Revkin, Vladimir Alexandrov aurait disparu sans laisser de traces et selon Michael MacCracken (en) « personne ne l'a revu physiquement depuis ».

## Recherches
Selon le livret blanc du FBI, Vladimir Alexandrov était un informaticien spécialisé en sciences informatiques. Il a dirigé sa recherche sur la dynamique des gaz et plasma liés à la climatologie. Il a été envoyé aux États-Unis en vertu d'un échange en accord avec ses recherches et a étudié à l'NCAR (National Center for Atmospheric Research) en 1978, 1980 et 1982.
L'année suivante, sous la direction d'Evgeny Velikhov, il a travaillé sur des scénarios d'hiver nucléaire en collaboration avec une vingtaine de scientifiques (entre autres Georgi L.Stenchikov et Carl Sagan),. Théorie qu'il renouvellera cette même année 1983.

## Disparition
Les circonstances de la disparition de Vladimir Alexandrov (et ce qui lui est arrivé après le 31 mars 1985) restent à ce jour inconnues — Les États-Unis et l'URSS s'en rejetant la responsabilité. Pour Alexander Levakov, son travail était gênant aussi bien pour un camp que l'autre. Quant à Andrew C.Revkin, il suppose que c'était un espion soit américain soit russe. Sa théorie de l'hiver nucléaire reste d'actualité.

#### Ouvrages
- Terry Deary, The nuclear winter man, Kingfisher Books Ltd, 89 p., 1996, 1997, 2004 et 3 septembre 2007  (ISBN 978-0753400654, 978-0753450444, 978-0753458273 et 978-0753415344)
- Lawrence Badash, A Nuclear Winter's Tale: pages 226-227 (eBook et Hardcover), 424 p., 10 juillet 2009  (ISBN 978-0262259309 et 978-0262012720)
- Theia Lucina Gerhild, Vladimir Alexandrov, Polic, 2012.
- Edward Jay Epstein, The Annals of Unsolved Crime (dont une petite partie est consacrée à Vladimir Alexandrov), 24 avril 2012.
- Sven Erik Jorgensen (les deux livres) : Global Ecology p. 39, de 2010 et Volume One A-C, p. 1319 de l'Encyclopédia of écologie (avec Brian D. Fath), de 2014 (réédition 2018).
- Giulia Rispoli, From the Cold War to global warming (De la Guerra Fria al calentamiento global), Catarata (sorti initialement en 2018), 2019.

#### Revues
- Nature : articles en parlant de Vera Rich dans le volume 316 du 4 juillet et 8 août 1985 ainsi que celui de Tim Beardsley dans le volume 317 du 19 septembre 1985.
- Science Digest (consacré à la disparition d'Alexandrov), juillet 1986, 13 p. : (en) « Missing. The curious case of Vladimir Alexandrov », sur slideshare.net.
- Literatournaïa gazeta d'Iona Andronov : no 30, 23 juillet 1986.